# Jan IV. Osvětimský
Jan IV. Osvětimský (Hanuš IV. Osvětimský, 1426/1430 – 1495/1497) byl 1433/34–1457 kníže Osvětimského knížectví, které v roce 1457 prodal polskému králi. V letech 1465–1482 byl knížetem hlivickým. Pocházel z těšínské větve slezských Piastovců .

## Životopis
Janovi rodiče byli Kazimír Osvětimský a Anna Zaháňská, dcera vévody Jindřicha VIII. Hlohovského.
V roce 1465 se Jan oženil s neznámou Kateřinou. Po její smrti se roku 1475 znovu oženil s Barbarou Krnovskou. Spolu měli jedinou dceru Helenu (*1478/80).
Když jeho otec zemřel v roce 1433/34, Jan a jeho bratr Přemysl II. Osvětimský byli v dětském věku, převzal do opatrovnictví jejich dědictví starší bratr Václav I. Zátorský. V roce 1445 při dělení dědictví připadlo Janovi Osvětimské knížectví.
Z důvodu tolerance útoků na polské obchodníky na území Osvětimského knížectví Janem, a také jeho vlastními nájezdy na Malopolsko a Krakov vyprovokovaly konflikt s polským králem Kazimírem IV. Jagellonským. Jeho vojska zaútočila na Osvětim v roce 1453 a obléhala ji. Byl to pravděpodobný důvod, který vedl k nucenému pozdějšímu prodeji Osvětimského knížectví polskému králi. Teprve v roce 1462 dal český král Jiří z Poděbrad souhlas s prodejem českého léna Osvětim Polskému království. Následně bylo Osvětimské knížectví vyjmuto ze Slezska a začleněno do Polska. V roce 1465 koupil Jan vévodství Hlivice od svého bratra Přemysla.
Po smrti české krále Jiřího z Poděbrad podporovali Jan a jeho bratr Přemysl zvolení Vladislava II. Jagellonského. Spolu ho doprovázeli na jeho cestě do Prahy, při zpáteční cestě byl zatčen v Opolském knížectví, které bylo součástí území pod vládou uherského krále Matyáše Korvína. Po propuštění byl nucen v roce 1475 prodat polovinu Hlivického knížectví. Po smrti Jana IV. Krnovského získala jeho druhá manželka Barbora Krnovská, která byla sestrou bývalého krnovského knížete, od Matyáše Korvína příslib k navrácení Krnovského knížectví. Toho se částečně domohla až po smrti uherského krále v roce 1490. Český král Vladislav II. Jagellonský však Krnovské knížectví daroval jako odúmrť nejvyššímu kancléři Janu II. ze Šelmberka a tento spor se vyřešil až svatbou dcery Jana IV. Heleny Osvětimské s Jiřím ze Šelmberka. Poslední roky života strávil v Krnově se svou manželkou a dcerou.